# بكتوموماب
بكتوموماب هو جسم مضاد وحيد النسيلة يستخدم للكشف عن اللمفومة لاهودجكينية. يسوق تحت اسم تجاري هو لمفوسكان (LymphoScan).